# Glen (Mississipi)
Glen és una població dels Estats Units a l'estat de Mississipi. Segons el cens del 2000 tenia 286 habitants.

## Demografia
Segons el cens del 2000, Glen tenia 286 habitants, 121 habitatges, i 87 famílies. La densitat de població era de 23,6 habitants per km².
Dels 121 habitatges en un 28,9% hi vivien nens de menys de 18 anys, en un 62,8% hi vivien parelles casades, en un 6,6% dones solteres, i en un 27,3% no eren unitats familiars. En el 26,4% dels habitatges hi vivien persones soles el 10,7% de les quals corresponia a persones de 65 anys o més que vivien soles. El nombre mitjà de persones vivint en cada habitatge era de 2,36 i el nombre mitjà de persones que vivien en cada família era de 2,86.
Per edats la població es repartia de la següent manera: un 22,4% tenia menys de 18 anys, un 7,3% entre 18 i 24, un 27,6% entre 25 i 44, un 25,2% de 45 a 60 i un 17,5% 65 anys o més.
L'edat mediana era de 39 anys. Per cada 100 dones de 18 o més anys hi havia 113,5 homes.
La renda mediana per habitatge era de 26.964 $ i la renda mediana per família de 27.813 $. Els homes tenien una renda mediana de 27.083 $ mentre que les dones 21.667 $. La renda per capita de la població era de 14.541 $. Entorn del 7,1% de les famílies i el 10,4% de la població estaven per davall del llindar de pobresa.

## Poblacions més properes
El següent diagrama mostra les poblacions més properes.